# Coppa Interamericana 1985
La Coppa Interamericana 1986 è stata la nona edizione del trofeo riservato alle squadre vincitrici della CONCACAF Champions' Cup e della Coppa Libertadores. È stata la prima edizione della Coppa a disputarsi in gara unica.

## Tabellino

### Andata
| Arbitro: | Tromp |

|                 |            | |
|                 | Marcatori  | 27’ Dely Valdés |
| non disponibile | Formazioni | · P Vidallé · D Villalba · D Pavoni · D Olguín · D Domenech · C Videla 46’ · C Batista · C Commisso · A Castro · A Dely Valdés · A Ereros · A disposizione: · P Mendoza · D Mac Allister · D Pellegrini · C Infantino 46’ · A Irala Sarabia |
| ?               | Allenatori | Saporiti |